# Bahuciczy (przystanek kolejowy)
Bahuciczy (biał. Багуцічы, ros. Богутичи) – przystanek kolejowy w pobliżu miejscowości Bahuciczy, w rejonie jelskim, w obwodzie homelskim, na Białorusi. Leży na linii Żłobin – Mozyrz – Korosteń.